# Елктън (град, Орегон)
Елктън (на английски: Elkton) е град в окръг Дъглас, щата Орегон, САЩ. Елктън е с население от 147 жители (2000) и обща площ от 0,5 km². Намира се на 39,6 m надморска височина. ЗИП кодът му е 97436, а телефонният му код е 541.